# Rue Faustin-Hélie (Nantes)
Pour les articles homonymes, voir Rue Faustin-Hélie.
La rue Faustin-Hélie est une voie de la commune de Nantes, dans le département français de la Loire-Atlantique.

## Situation et accès
La rue, qui marque la limite entre les quartiers du centre-ville et celui de Hauts-Pavés - Saint-Félix, est bitumée, ouverte à la circulation automobile. Rectiligne et longue de 70 mètres, elle relie la rue Jean-Jaurès à la place Édouard-Normand.

## Origine du nom
Elle rend mémoire de Faustin Hélie, magistrat et jurisconsulte nantais qui termina sa carrière comme vice-président du Conseil d'État de 1879 à 1884.

## Historique
Avant sa nouvelle dénomination, la rue Faustin-Hélie formait une fraction de la rue Mercœur située dans son prolongement sud, laquelle fut ouverte en 1750.
La présence sur côté ouest, de ce qui était encore, à l'époque, le palais de justice, n'est pas étranger au choix de ce nom pour la voie. De plus, le square du palais porte également son nom.
Son nom lui a été attribué par le conseil municipal, le 21 mai 1890.

## Bâtiments remarquables et lieux de mémoire

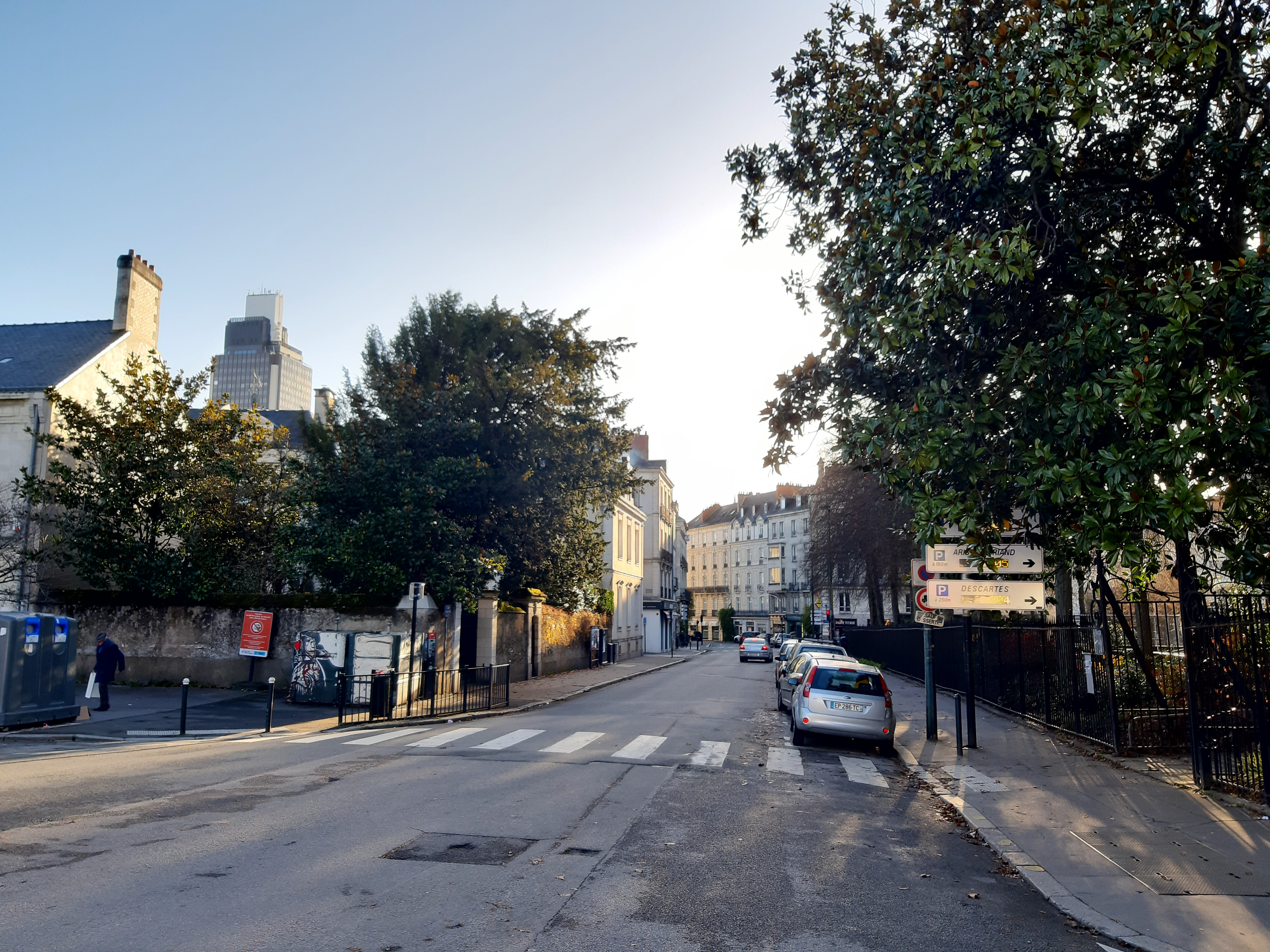
Vue générale de la rue. On aperçoit les derniers étages de la Tour Bretagne.
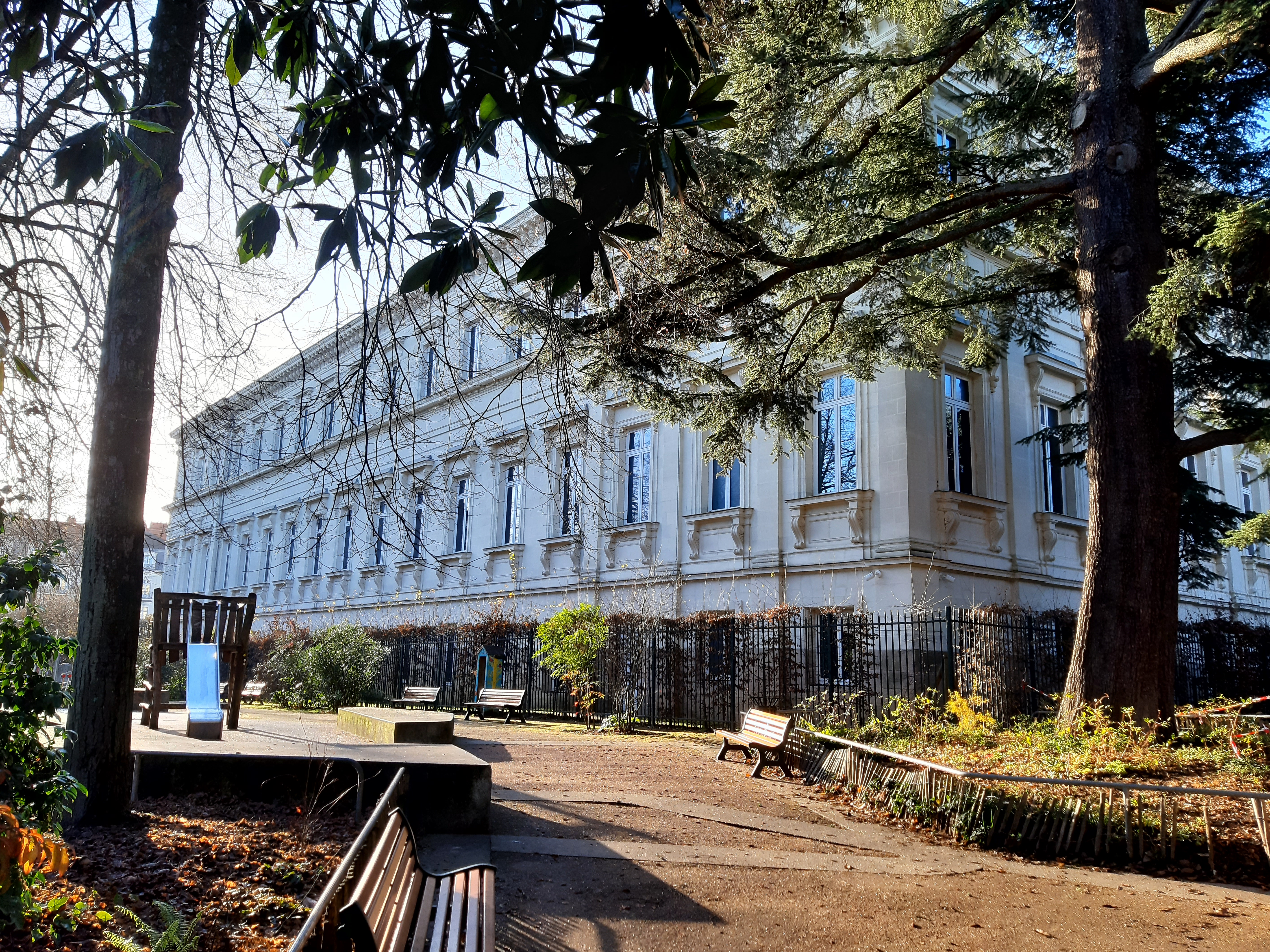
Square Faustin Hélié, à l'arrière de l'hôtel Radisson Blu.